# Stadtbahn di Duisburg
La Stadtbahn di Duisburg è un sistema di trasporto che serve la città tedesca di Duisburg. Si tratta di un sistema di Stadtbahn (letteralmente: "Ferrovia urbana") derivante dalla trasformazione della vecchia rete tranviaria, le cui tratte centrali sono state interrate rendendole simili a una metropolitana.
La rete serve la città di Duisburg, ma la linea 903 tocca anche la città limitrofa di Dinslaken; inoltre il sistema è interconnesso con la Stadtbahn di Düsseldorf (attraverso la Düsseldorf-Duisburger Kleinbahn) e con la rete tranviaria di Mülheim e Oberhausen.
Il gestore della Stadtbahn di Duisburg è la Duisburger Verkehrsgesellschaft (DVG), mentre il sistema tariffario è integrato nel consorzio trasportistico Verkehrsverbund Rhein-Ruhr (VRR).

## Rete
La rete si compone di tre linee:

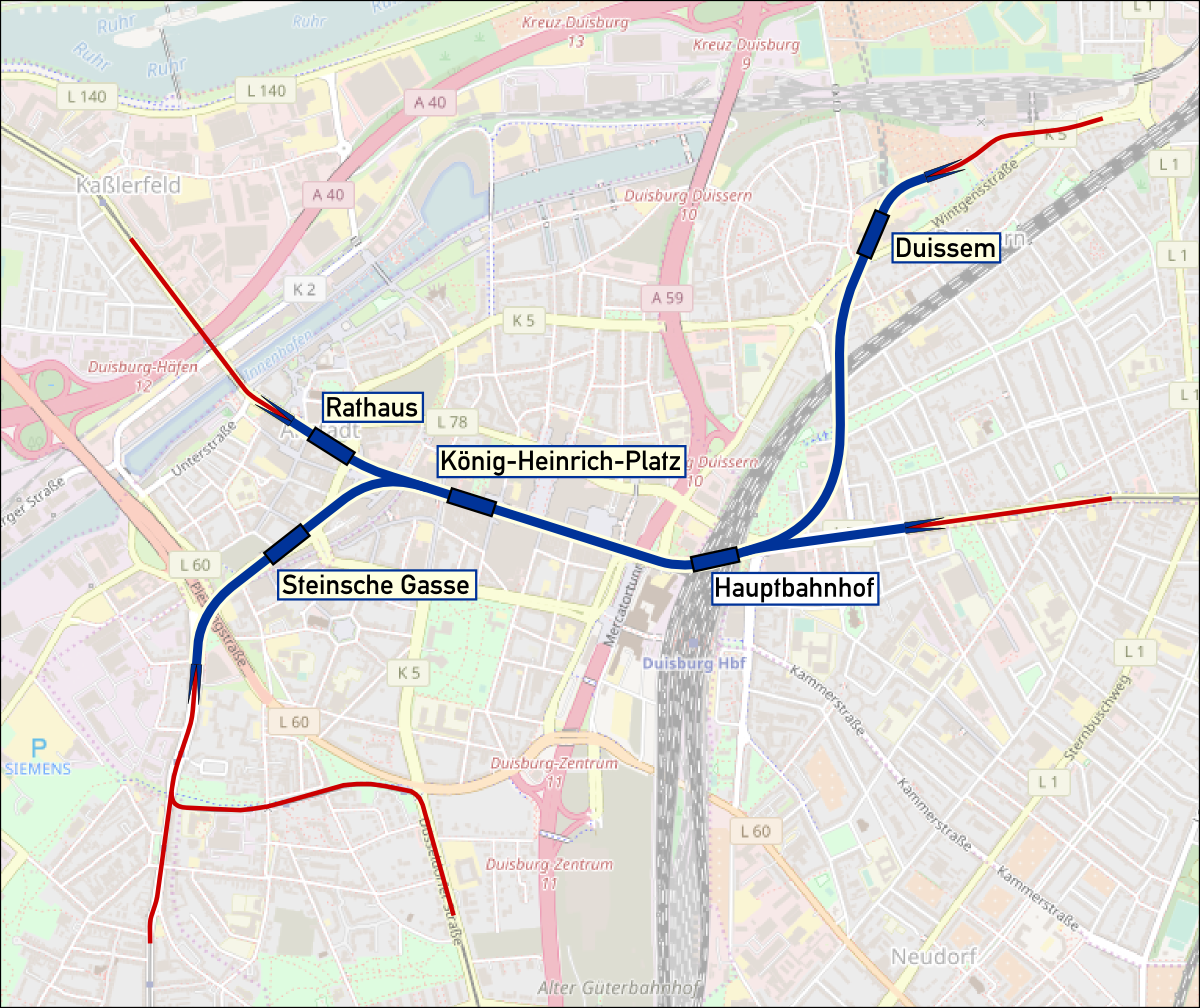
Il tunnel che attraversa il centro cittadino, attivato nel 1992

- U 79 DU-Meiderich Bf - Universität Ost/Botanischer Garten
- 901 DU-Obermarxloh - Mülheim/Ruhr Hbf
- 903 Dinslaken Bf - DU-Hüttenheim

Di queste, la U 79 è indicata come "metropolitana leggera" (Stadtbahn), e le restanti come "tranvie" (Straßenbahn). Nei fatti, le caratteristiche tecniche delle tre linee sono quasi equivalenti, perché tutte percorrono il tratto interrato sotto il centro cittadino, mentre nelle zone periferiche corrono in superficie, in parte in sede riservata e in parte in sede stradale. La linea U 79 usa però vetture a sagoma più larga e a pianale alto.
Tutte le tre linee oltrepassano i confini cittadini: la U 79 percorre la Düsseldorf-Duisburger Kleinbahn fino a Düsseldorf, inserendosi quindi nella locale rete di Stadtbahn; la linea 901 raggiunge Mülheim, percorrendo una tratta interrata della locale rete tranviaria; infine, la linea 903 giunge fino alla città di Dinslaken.

### Fonti
- (DE) Robert Schwandl, Schwandl’s Tram Atlas Deutschland, 2ª ed., Robert Schwandl Verlag, 2009,  pp. 34-35, ISBN 978-3-936573-09-1.

### Testi di approfondimento
- (DE) Fritz D. Kegel, U-Bahnen in Deutschland. Planung Bau Betrieb, Düsseldorf, Alba Buchverlag, 1971,  p. 73, ISBN non esistente.
- (DE) Stadt Duisburg – Stadtbahnbau (a cura di), Stadtbahn Duisburg. Fahren auf neuen Wegen, Waldbröl, Verlagsgesellschaft Flamm Druck, 1992, ISBN 3-9802690-3-5.